# Adil al-Kalbani
Adil al-Kalbani (arab. عادل الكلباني, ur. 3 kwietnia 1959 w Rijadzie) – saudyjski szejk i imam, pierwszy w historii czarnoskóry imam Wielkiego Meczetu w Mekce.

## Życiorys
Jest synem ubogiego emigranta ze Zjednoczonych Emiratów Arabskich, który przybył do Arabii Saudyjskiej w latach 50.
Ze względu na sytuację finansową swojej rodziny, al-Kalbani po ukończeniu szkoły średniej pracował w saudyjskich liniach lotniczych Saudi Arabian Airlines, jednocześnie uczęszczając na zajęcia wieczorowe na Uniwersytecie Króla Sauda.
W 1984 roku zdał rządowy egzamin na imama, a cztery lata później został imamem w Meczecie Króla Chalida w Rijadzie.
W latach 80. poznał Usamę ibn Ladina i Abdullaha Azzama. Początkowo sympatyzował z ich radykalną i antyzachodnią postawą, z czego wycofał się po zamachu na World Trade Center z 2001 roku.
W roku 2008 został imamem Wielkiego Meczetu w Mekce.

## Poglądy
Jest przeciwnikiem chrześcijaństwa; w 2015 roku wyraził zadowolenie, że nie słychać w Arabii Saudyjskiej dzwonów kościelnych. Również skrytykował szyitów, nazywając ich heretykami, jednak później się wycofał z tego twierdzenia.
Skrytykował segregację płciową w meczetach, gdzie kobiety są całkowicie odizolowane od mężczyzn. Nazwał to fobią kobiet.